# Mihael III. Pijanica
Mihael III. (grč. Μιχαήλ Γʹ ὁ Μέθυσος, Mikhaēl III) (?, 9. siječnja 840. – Carigrad, 23. rujna 867.) je bio bizantski car između 842. i 867. godine. Tradicionalno ga se smatra zadnjim pripadnikom Amorijske dinastije.

## Životopis

### Obitelj
Otac Mihaela III. je bio bizantski car Teofil, dok mu je majka bila Teodora koju je njegov otac izabrao na izboru organiziranom od kćerke Konstantina VI. (i maćehe Teofila) između desetaka i stotina kanditatkinja za svoju ženu. Mihael je imao starijeg brata Konstantina koji je poginuo u nesreći i nekoliko sestri koje će poslati u manastir.

### Teodora
Iznenada smrt oca 842. godine dovela je Mihaela na vlast kada je on imao jedva koji dan više od 24 mjeseca tako da je sva vlast prešla u ruke njegove majke koja je već ranije za očeva života bila okrunjena. Teodora će ubrzo po preuzimanju vlasti opozvati odluke Teofila protiv ikona i opozvati progon velikog broja svećenika. Također ona počinje kovati novac na kojem piše Mihael, Teodora i Thekla (najstarija Mihaelova sestra) Rimski carevi, a također se na njemu nalazi i križ zbog čega je taj novac postao nepoželjan među muslimanima.
Vjerski uspjesi nisu ušli u korak s vojno-političkim. Pokušaj oslobađanja Krete koju su Arapi osvojili tijekom vladavine oca i djeda Mihaela III. su propali, a neuspješno završava i eskedicija na Cipar. Jedini uspjeh postaje kratkotrajni napad na Egipat kada je arapski grad Damietta spaljen. Bez obzira na te vojne neuspjehe ispravno upravljanje državnim financijama rezultira s tim da se u državnoj kasi nalazi 13.680.000 nomismata.
Regenstvo Teodore završava 856. godine kratko nakon što Teodora organizira izbor mladenke za mladog cara, ali pod uvjetom da Mihael ne smije izabrati svoju ljubavnicu. Na kraju on će protivno svojoj volji "izabrati" Eudokiju zbog čega će sada punoljetni Mihael početi zavjeru.

### Bardas
Za pomoć on se okreće bratu Teodore Bardasu (svom ujaku) koji će proglasiti Mihaela punoljetnim 856. godine i de facto preuzeti vlast. Uplašen mogućnosti udaje vlastitih sestara i dobivanjem tim putem konkurenta za vlast Mihael III. potom ih sve šalje u samostan gdje prolaze proces tonzure (skidanje kose sa skalpa) jer tamo nisu dobrovoljno ušle. Teodara će se pridružiti kćerkama u samostanu tek sljedeće godine nakon neuspješnog svrgavanja Bardasa. 
Deset godina vladavine Bardasa ja bilo deset godina vanjskopolitičkih uspjeha tijekom kojih Bizant šalje Ćirila i Metoda među Slavene, a poražena Bugarska je prisiljena na prihvaćanje pravoslavne vjere. Završni uspjeh ovog perioda postaje pobjednički rat protiv Arapa 863. godine. Tijekom tog razdoblja u kojem Bardas postaje čak i službeni prijestolonasljednik 862. godine Mihael upoznaje Bazilija Makedonca koji mu svojom veliko snagom upada u oči. Zadnje dvije godine vladavine Bardas postaje razdoblje borbe za vlast između njega i Bazilija koju on nije mogao dobiti.

### Bazilije Makedonac
Mihael u svom braku s Eudokijom nije imao djece, a jedino strah od skandala ga je držao na udaljenosti od ljubavnice. Kako bi se riješio problem skandala Mihael i Bazilije postižu dogovor. Bazilije će oženiti ljubavnicu od Mihaela, s kojom neće smjeti spavati ali će na poklon kao ljubavnicu dobiti sestru od Mihaela koja će biti izvučena iz samostana. S takvom bračnom veze Bazilije je gotovo bez problema u borbi za vlast pobijedio Bardasa kojeg će optužiti za pokušaj puča, nakon čega Mihael potpisuje Bardasu smrtnu presudu tijekom travnja 866. godine. Kao nagradu "vjerni" Bazilije koji je 29 godina stariji od cara Mihaela postaje prijestolonasljednik u svibnju 867. godine. Zabrinut da je Mihael III. pao pod utjecaj drugog člana carigradskog dvora Bazilije je organizirao i izvršio ubojstvo cara kako bi on preuzeo vlast 24. rujna 867. godine.

### Kraj dinastije?
Prije nego što se postavi pitanje o kraju Amorijske dinastije dobro bi bilo i ono o njenom nastanku. Po bizantskim zakonima nakon izumreća dinastije careva udovica je imala pravo da odabere nasljednika. Druga mogućnost za nastanak nove dinastije je vjenčanje careve kćeri s novim carem kako bi se potvrdila zakonitost nove dinastije. Ženidbom prvog cara Amorijanske dinastije za kćer zadnjeg cara Izaurijanske dinastije ta veza je bila uspostavljena.
Po pitanju onog što povjesničari tradicionalnu nazivaju Makedonska dinastija situacija je mnogo jasnija. Jedini carevi ove dinastije su bili Bazilije Makedonac i Aleksandar pošto je Leon VI od kojeg potiču svi kasniji carevi ove dinastije bio sin Mihaela III. Iako ne postoji konkretni dokaz u tom pogledu povjesničari su tradicionalno prihvatili tu rodbinsku vezu zbog neobičnih nekoliko neobičnih odluka kasnijih careva. Car Bazilije je tijekom Leonovog djetinjstva htio kastrirati "svog" sina kao što je kastrirao i drugog "svog" sina Stjepana, a prva odluka Leona VI nakon krunidbe je ona da se preseli tijelo cara Mihaela III. iz malene provincijske u grobnicu dinastije "Makedonaca".

### Reputacija
Nakon preuzimanja vlasti Bazilije je bio prisiljen kao i svi drugi uspješni bizantski uzurpatori dati objašnjenje svog državnog udara. Jedini način da bi se to postiglo je bila propaganda o navodnim ili stvarnim lošim djelima ubijenog cara, a Mihaelov način života je pomogao tim kritikama. Neupitna je psihička slabost Mihaela koji je dopuštao drugim da vladaju carstvom u njegovo ime. Također neupitna je njegov ljubav prema alkoholu, ali s tim popis loših carevih osobina je bio dovršen. Bez mogućnosti da se dalje kritizira sveukupno uspješna vladavina ubijenog cara on je u propagandi svog ubojice i nasljednika postao nemoralni pijanac ubijen od božje ruke u liku cara Bazilija.
Gotovo sve važnije vojnopolitičke reforme uvedene tijekom vladavine Mihaela III. će nastaviti carevi "Makedonske" dinastije. Uopće neće biti važno da li su one bile vojnog pogleda kao ulaganje u snažnu mornaricu, religijskog u smislu konverzije Slavena ili dinastičkog kojim se sve sestre i kćerke careva prisilno šalju u manastir kako bi se osigurala stabilnost dinastije. Jedina osnovna promjena u kasnijoj propagandi će biti da se Bazilije naziva pokretačem tih mjera koje su osnažile carstvo, dok će Mihael III. postati nesposoban pijanac.

## Vanjske poveznice
- Mihael III. Hrvatska enciklopedija
- Mihael III. Pijanica (Amorijski) Proleksis enciklopedija

| Prethodnik:          | bizantski car | Nasljednik:                         |
| Teofil (820. - 829.) | bizantski car | Bazilije I. Makedonac (867. - 886.) |